# Deutsche Fußballmeisterschaft 1959/60
Deutscher Fußballmeister 1960 wurde der Hamburger SV. Die Hamburger gewannen den Titel durch einen 3:2-Sieg über den 1. FC Köln. Pokalsieger wurde Borussia Mönchengladbach. Der HSV-Präsident rief nach dem Endspielsieg aus: „Es  lebe der deutsche Sport, es lebe unser Vaterland, es lebe der HSV!“

## Teilnehmer

### Teilnehmer an der Qualifikationsrunde
| Westfalia Herne   | → Zweiter der Oberliga West 1959/60 |
| Kickers Offenbach | → Zweiter der Oberliga Süd 1959/60  |

### Teilnehmer an der Endrunde
| Hamburger SV            | → Meister der Oberliga Nord 1959/60       |
| Werder Bremen           | → Zweiter der Oberliga Nord 1959/60       |
| 1. FC Köln              | → Meister der Oberliga West 1959/60       |
| FK Pirmasens            | → Meister der Oberliga Südwest 1959/60    |
| Borussia Neunkirchen    | → Zweiter der Oberliga Südwest 1959/60    |
| Karlsruher SC           | → Meister der Oberliga Süd 1959/60        |
| SC Tasmania 1900 Berlin | → Meister der Vertragsliga Berlin 1959/60 |
| Westfalia Herne         | → Sieger der Qualifikationsrunde          |

## Qualifikationsrunde
| Datum                                                     |                 | Ergebnis  |                   | Stadion                        |
| --------------------------------------------------------- | --------------- | --------- | ----------------- | ------------------------------ |
| Sa, 07.05.                                                | Westfalia Herne | 1:0 (1:0) | Kickers Offenbach | Hannover, Niedersachsenstadion |
| damit qualifizierte sich Westfalia Herne für die Endrunde |                 |           |                   |                                |

## Vorrunde

### Gruppe 1
| Datum      |                      | Ergebnis  |                      |
| ---------- | -------------------- | --------- | -------------------- |
| Sa, 14.05. | Borussia Neunkirchen | 0:4 (0:2) | Hamburger SV         |
| Sa, 14.05. | Karlsruher SC        | 5:4 (3:2) | Westfalia Herne      |
| Sa, 21.05. | Hamburger SV         | 3:3 (1:2) | Karlsruher SC        |
| Sa, 21.05. | Westfalia Herne      | 2:1 (0:0) | Borussia Neunkirchen |
| Sa, 28.05. | Karlsruher SC        | 2:4 (1:2) | Borussia Neunkirchen |
| Sa, 28.05. | Westfalia Herne      | 3:4 (2:3) | Hamburger SV         |
| Sa, 04.06. | Hamburger SV         | 2:1 (0:1) | Westfalia Herne      |
| Sa, 04.06. | Borussia Neunkirchen | 2:2 (0:1) | Karlsruher SC        |
| Sa, 11.06. | Karlsruher SC        | 4:3 (3:1) | Hamburger SV         |
| Sa, 11.06. | Borussia Neunkirchen | 2:1 (1:0) | Westfalia Herne      |
| Sa, 18.06. | Hamburger SV         | 6:0 (2:0) | Borussia Neunkirchen |
| Sa, 18.06. | Westfalia Herne      | 2:2 (0:1) | Karlsruher SC        |

#### Abschlusstabelle
| Pl. | Verein               | Sp. | S | U | N | Tore    | Quote | Punkte |
| --- | -------------------- | --- | - | - | - | ------- | ----- | ------ |
| 1.  | Hamburger SV         | 6   | 4 | 1 | 1 | 022:110 | 2,00  | 09:30  |
| 2.  | Karlsruher SC        | 6   | 2 | 3 | 1 | 018:180 | 1,00  | 07:50  |
| 3.  | Borussia Neunkirchen | 6   | 2 | 1 | 3 | 009:170 | 0,53  | 05:70  |
| 4.  | Westfalia Herne      | 6   | 1 | 1 | 4 | 013:160 | 0,81  | 03:90  |

### Gruppe 2
| Datum      |                         | Ergebnis  |                         |
| ---------- | ----------------------- | --------- | ----------------------- |
| Sa, 14.05. | Werder Bremen           | 1:2 (1:0) | 1. FC Köln              |
| So, 15.05. | FK Pirmasens            | 1:2 (0:0) | SC Tasmania 1900 Berlin |
| Sa, 21.05. | SC Tasmania 1900 Berlin | 2:1 (2:0) | Werder Bremen           |
| Sa, 21.05. | 1. FC Köln              | 4:0 (2:0) | FK Pirmasens            |
| So, 29.05. | SC Tasmania 1900 Berlin | 1:2 (0:1) | 1. FC Köln              |
| So, 29.05. | FK Pirmasens            | 4:6 (2:4) | Werder Bremen           |
| Sa, 04.06. | 1. FC Köln              | 3:0 (1:0) | SC Tasmania 1900 Berlin |
| Sa, 04.06. | Werder Bremen           | 3:1 (1:0) | FK Pirmasens            |
| So, 12.06. | FK Pirmasens            | 1:1 (0:1) | 1. FC Köln              |
| So, 12.06. | Werder Bremen           | 2:1 (2:0) | SC Tasmania 1900 Berlin |
| Sa, 18.06. | 1. FC Köln              | 2:5 (0:3) | Werder Bremen           |
| Sa, 18.06. | SC Tasmania 1900 Berlin | 5:2 (1:1) | FK Pirmasens            |

#### Abschlusstabelle
| Pl. | Verein                  | Sp. | S | U | N | Tore    | Quote | Punkte |
| --- | ----------------------- | --- | - | - | - | ------- | ----- | ------ |
| 1.  | 1. FC Köln              | 6   | 4 | 1 | 1 | 014:800 | 1,75  | 09:30  |
| 2.  | Werder Bremen           | 6   | 4 | 0 | 2 | 018:120 | 1,50  | 08:40  |
| 3.  | SC Tasmania 1900 Berlin | 6   | 3 | 0 | 3 | 011:110 | 1,00  | 06:60  |
| 4.  | FK Pirmasens            | 6   | 0 | 1 | 5 | 009:210 | 0,43  | 01:11  |

## Finale
| Hamburger SV                                      | Hamburger SV | 1. FC Köln | 1. FC Köln |
| ------------------------------------------------- | --- | --- | ---------- |
| Hamburger SV                                      | \| Samstag, 25. Juni 1960 in Frankfurt (Waldstadion) \| \| Ergebnis: 3:2 (0:0) \| \| Zuschauer: 71.000 \| \| Schiedsrichter: Josef Kandlbinder (Regensburg) \|                                  | \| Samstag, 25. Juni 1960 in Frankfurt (Waldstadion) \| \| Ergebnis: 3:2 (0:0) \| \| Zuschauer: 71.000 \| \| Schiedsrichter: Josef Kandlbinder (Regensburg) \|                                            | 1. FC Köln |
| Hamburger SV                                      | Horst Schnoor; Erwin Piechowiak, Gerhard Krug; Jürgen Werner, Jochenfritz Meinke, Dieter Seeler; Klaus Neisner, Horst Dehn, Uwe Seeler, Klaus Stürmer, Gert Dörfel Cheftrainer: Günter Mahlmann | Fritz Ewert; Georg Stollenwerk, Karl-Heinz Schnellinger; Josef Röhrig, Leo Wilden, Hans Sturm; Helmut Rahn, Christian Breuer, Christian Müller, Hans Schäfer, Karl-Heinz Thielen Cheftrainer: Oswald Pfau | 1. FC Köln |
| Hamburger SV                                      | 1:1 U. Seeler (53.) 2:1 Dörfel (81.) 3:2 U. Seeler (86.) | 0:1 Breuer (53.) 2:2 Müller (85.) | 1. FC Köln |
| Samstag, 25. Juni 1960 in Frankfurt (Waldstadion) | | |            |
| Ergebnis: 3:2 (0:0)                               | | |            |
| Zuschauer: 71.000                                 | | |            |
| Schiedsrichter: Josef Kandlbinder (Regensburg)    | | |            |